# Talkirche Eppstein

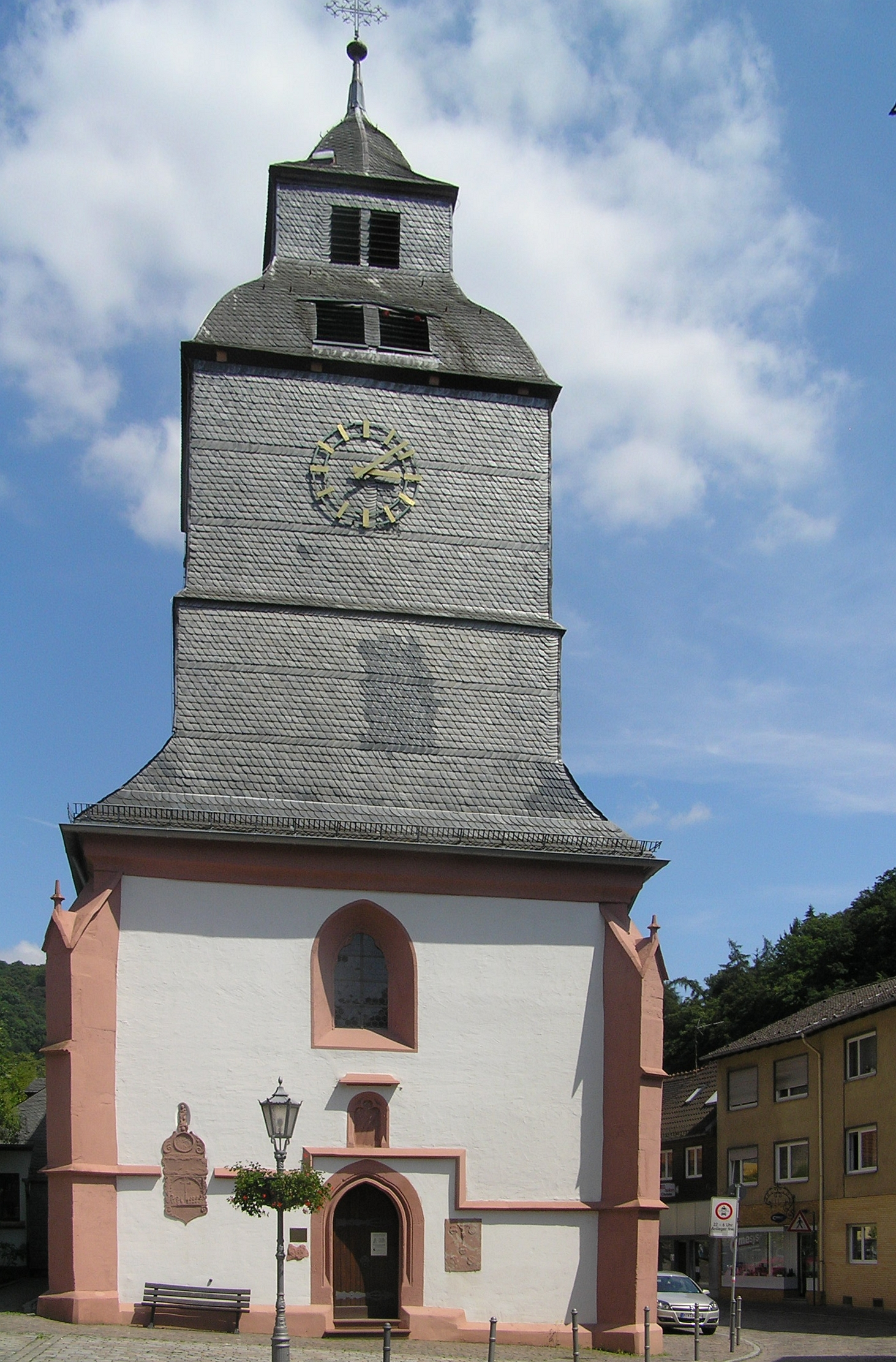
Talkirche Eppstein

Die Talkirche Eppstein ist eine evangelische Pfarrkirche im Zentrum der Stadt Eppstein im südhessischen Main-Taunus-Kreis.

## Geschichte und Architektur
Das einschiffige Kirchengebäude im spätgotischen Stil mit vierjochigem Saalraum ist um 1430 auf den Fundamenten der niedergelegten Laurentius-Kapelle und der St.-Georg-Kapelle errichtet worden. Die Laurentius-Kapelle wurde bereits im 12. Jahrhundert an dieser Stelle erbaut. Sie diente als Pfarrkirche. Um 1299 erweiterte man dieses Gebäude um die St.-Georg-Kapelle. Der wuchtige Westturm der Talkirche mit Haubenlaterne, der 2016 mit Schieferplatten eingedeckt wurde, entstand 1602. Während des Dreißigjährigen Krieges gab es schwere Beschädigungen am Kirchengebäude. Es folgte ein Wiederaufbau. Während dieser Zeit entstand auch die teilweise barocke Neuausstattung. 1908 wurde die Flachdecke der Talkirche entfernt und durch ein Kreuzrippengewölbe ersetzt. Nördlich wurde eine Sakristei angebaut. In den Jahren 1992 bis 1994 erfolgten aufwendige Sanierungen, unter anderem aufgrund notwendig gewordener statischer Sicherungen.
Bis in das Jahr 1971 umgab die Kirche ein Kirchhof, der als Friedhof diente. 

## Orgel

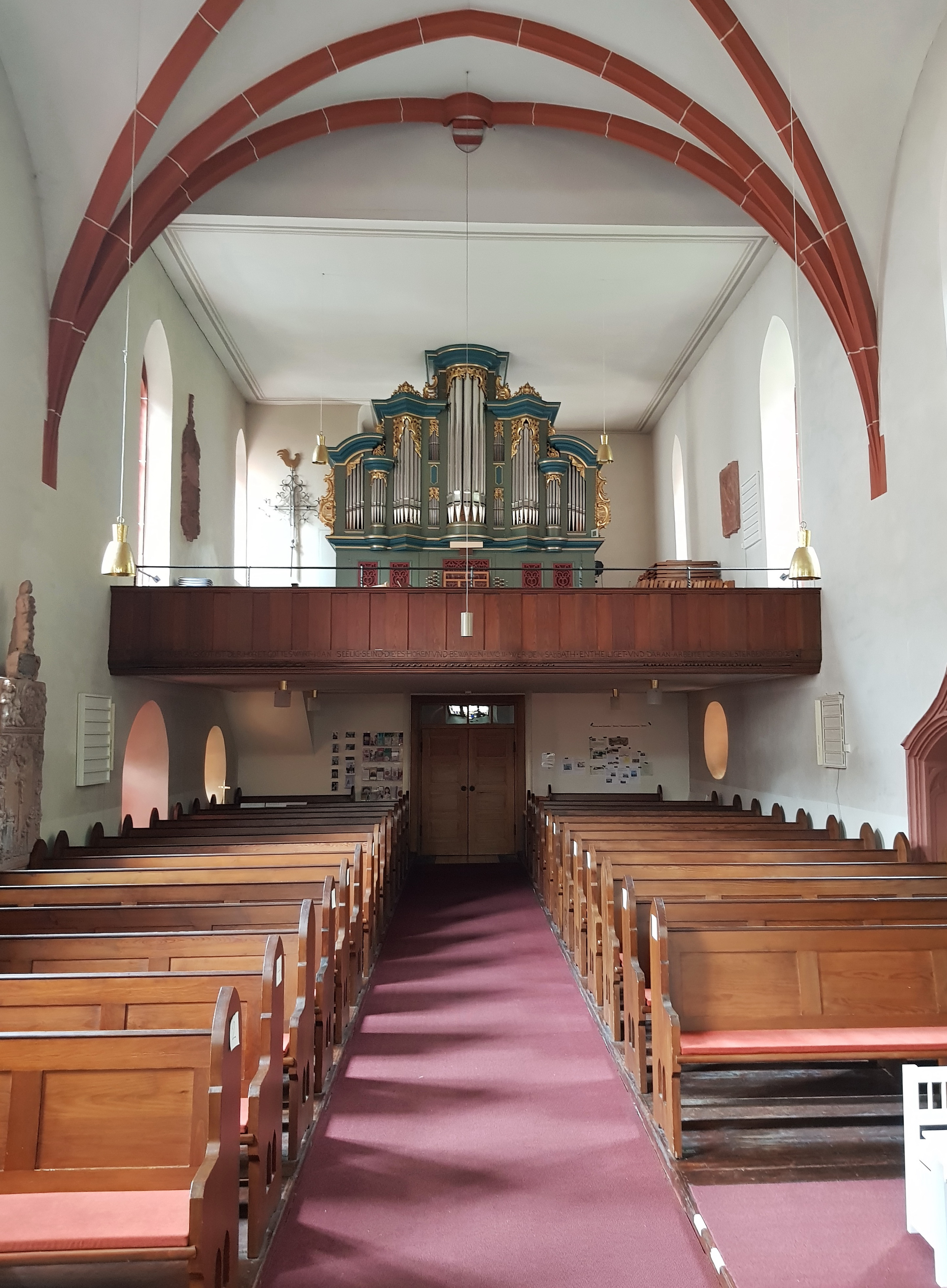
Innenraum mit Orgelempore

Über dem westlichen Portal befindet sich auf einer Empore eine Orgel des Frankfurter Orgelbauers Johann Christian Köhler, die 1753 fertiggestellt wurde. Die Gemeinde erwarb sie 1843 gebraucht aus Trebur; 1844 wurde sie im Beisein von Felix Mendelssohn Bartholdy eingeweiht. 
Das Orgelwerk wurde unter Beibehaltung des barocken Gehäuses mehrfach erneuert, restauriert und ergänzt. Nach der letzten Restaurierung und Ergänzung 1991 durch das Orgelbauunternehmen Oberlinger kommt der Klang jenem der ursprünglichen Orgel wieder nahe. 
Das Instrument hat 21 Register auf zwei Manualen und im Pedal, mit 1454 Pfeifen. Die Spiel- und Registertrakturen sind mechanisch. Die Disposition lautet wie folgt:
| I Echopositiv C–g3 |    |
| Copula             | 8′ |
| Gedacktflöte       | 4′ |
| Gemshorn           | 2′ |
| Octav              | 1′ |
| Mixtur IV          | 1′ |
| Krummhorn          | 8′ |
| Tremulant          |    |

| II Hauptwerk C–g3  |       |
| Principal          | 8′    |
| Hohlpfeife         | 8′    |
| Gamba              | 8′    |
| Octav              | 4′    |
| Spitzflöte         | 4′    |
| Quinte             | 2 ⁄3′ |
| Superoctav         | 2′    |
| Cornett IV (ab c1) |       |
| Mixtur IV          | 1 ⁄3′ |
| Trompete           | 8′    |

| Pedal C–f1    |     |
| Subbass       | 16′ |
| Octavbass     | 8′  |
| Quintbass     | 6′  |
| Prinzipalbass | 4′  |
| Posaune       | 16′ |

- Koppeln: II/I, I/P, II/P

## Glocken
Im Turm befinden sich vier Glocken. Aus dem Jahr 1602 die Gustav-Adolf-Glocke (2 a'), aus dem Jahr 1921 die Friedensglocke (4 d") und aus dem Jahr 1946 die Gedächtnisglocke (1 g') und die Reformationsglocke (3 h').